# Мостечно
Мостечно (словен. Mostečno) — поселення в общині Маколе, Подравський регіон‎, Словенія.